# Drouilly
Drouilly ist eine französische Gemeinde im Département Marne in der Region Grand Est. Sie hat eine Fläche von 2,42 km² und 144 Einwohner (2022).
Die Gemeinde Drouilly liegt an der Marne, acht Kilometer nordwestlich von Vitry-le-François. Nachbargemeinden sind: Soulanges, Loisy-sur-Marne, Maisons-en-Champagne und Pringy.

## Weblinks

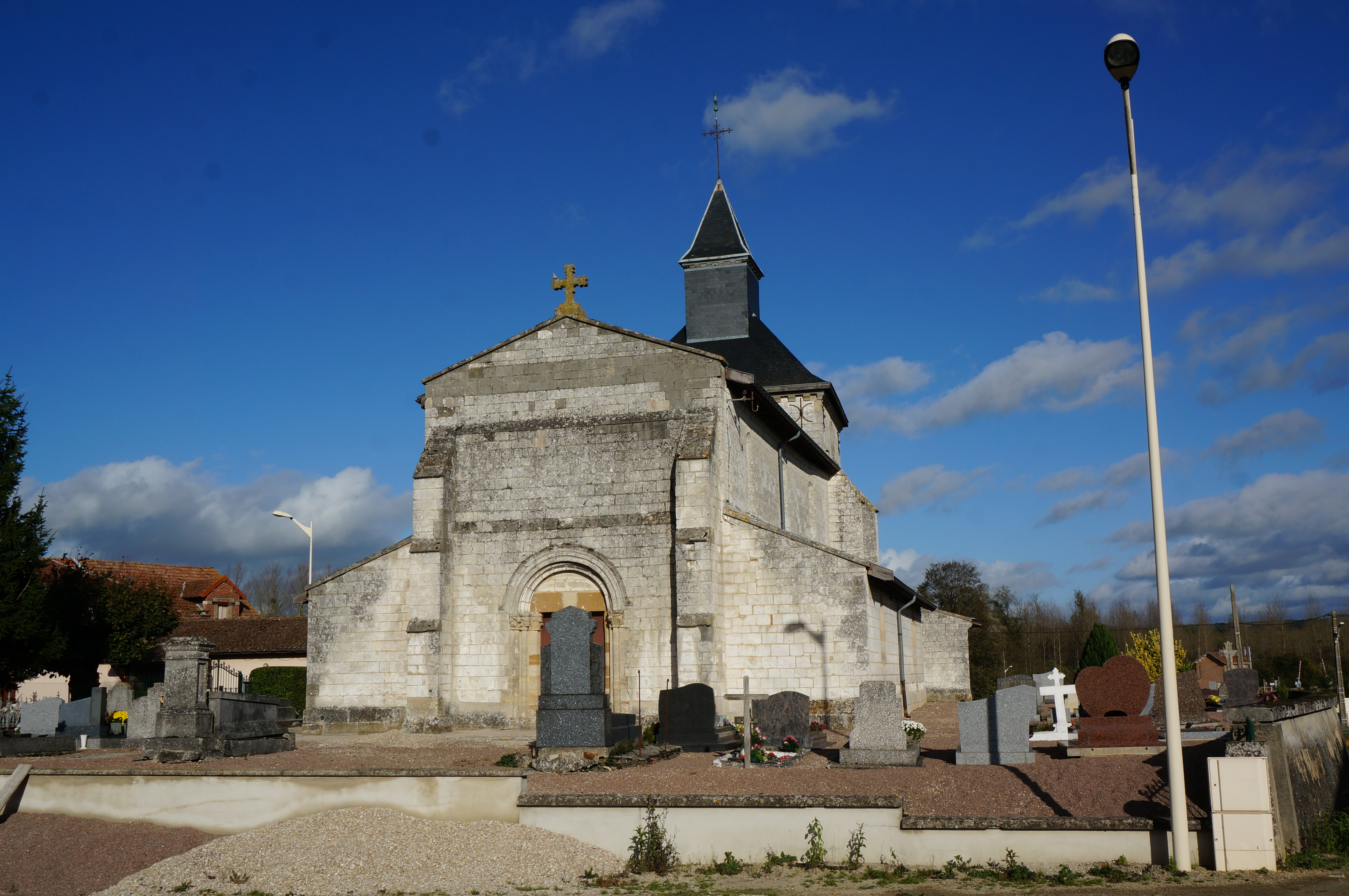
Kirche Saint-Hilaire

## Bevölkerungsentwicklung
| Jahr                       | 1962 | 1968 | 1975 | 1982 | 1990 | 1999 | 2006 | 2011 | 2018 |
| -------------------------- | ---- | ---- | ---- | ---- | ---- | ---- | ---- | ---- | ---- |
| Einwohner                  | 142  | 138  | 138  | 137  | 136  | 120  | 123  | 136  | 140  |
| Quellen: Cassini und INSEE |      |      |      |      |      |      |      |      |      |

## Sehenswürdigkeiten
- Kirche Saint-Hilaire